# غصاب (اسم)
غصاب هو اسم علم مذكر من أصل عربي، ومعناه هو آخذ ما ليس غصبًا وعدوانًا، ويسمى غصًّاب على الأعداء.

## شخصيات تحمل الاسم
- غصاب العتيبي

## وصلات خارجية
- موسوعة السلطان قابوس لأسماء العرب نسخة محفوظة 5 أبريل 2019 على موقع واي باك مشين.